# Лист, Фридрих
Даниель Фридрих Лист (нем. Daniel Friedrich List, 6 августа 1789, Ройтлинген — 30 ноября 1846, Куфштайн) — немецкий экономист, политик и публицист.

## Биография
Фридрих Лист родился в вольном имперском городе Ройтлинген в семье мастера-дубильщика и патриция Йоханнеса Листа и его жены Марии Магдалины, урождённой Шефер. Дата его рождения достоверно неизвестна; чаще всего упоминается день крещения — 6 августа 1789 года. Йоханнес Лист занимал несколько почетных муниципальных должностей в качестве советника или сенатора, а после смерти его называли придворным родственником.
После того, как Фридрих посетил латинскую школу в своем родном городе, в возрасте 14 лет он начал обучение у своего отца. Однако, поскольку он мало интересовался ручным трудом, в 1805 году он перешел на административную службу. Он работал в разных городах и постепенно дослужился до комиссара по налогам и товарному учёту (секретарь налоговой администрации). После перевода в оберамт Тюбингена в 1811 году Лист прослушал серию лекций в тамошнем университете. В их число входили фотосъемки, мероприятия, посвященные английской конституции и публичному праву. В Тюбингене Лист встретился не только с членами университета, но и со своим будущим начальником, а затем и покровителем — министром образования Вюртемберга Карлом Августом фон Вангенхаймом.
После административной ревизии Фридрих Лист перешел в министерство финансов в Штутгарте и в 1816 году получил звание старшего аудитора.

### Профессорство и защита таможенной свободы в Германии (1817—1820)
Вангенхайм, который теперь был назначен министром по делам церкви и школы, поручил Листу разработать предложения по реформе университетской подготовки государственных служащих. Лист предложил основать факультет политологии в дополнение к обычной юридической подготовке. Это предложение было принято, и 17 октября 1817 года в Тюбингене открылось предприятие. Не имея высшего или университетского образования, Лист был назначен профессором государственного управления по настоянию покровителя, при противодействии профессоров и университетских работников.
Во время работы профессором в Тюбингене Лист 19 ноября 1818 года в Вертхайме женился на дочери поэта Давида Кристофа Зейбольда и вдове Каролине Нейдхард. Для этого брака с жительницей герцогства Баден, Листу пришлось запросить разрешение короля и университета.
С 1822 года в семье Листов было трое детей: Эмилия (р. 10 декабря 1818 года), Оскар (р. 23 февраля 1820 года), Элиза (р. 1 июля 1822 г.) и Каролина (р. 20 января 1829 г.).
Лист опубликовал свои мысли о реформировании административной системы Вюртемберга в небольшом труде «Die Staatskunde und Staatspraxis Württemberg» (1818). Кроме того, в духе конституционного либерализма он издавал журнал Volksfreund aus Schwaben, из-за чего вызвал подозрения нового правительства.
В 1819 году Лист отправился во Франкфурт и познакомился с местными купцами. При значительном участии Листа здесь было основано Всеобщее немецкое торгово-промышленное объединение (позже — «Ассоциация немецких торговцев и промышленников»). В качестве консультанта сформулировал цели ассоциации, которые были направлены на преодоление внутренних немецких таможенных границ; создание большого внутреннего немецкого рынка путем отмены таможенных границ малых государств считал необходимой предпосылкой для индустриализация Германии. Во внешней торговле Лист выступал за ответный таможенный тариф, который компенсировал бы существовавшие для немецких торговцев за рубежом торговые барьеры. Этот тариф был предназначен для защиты экономических интересов Германии, но это ещё не была идея позже разработанной им карательной пошлины. Ассоциация инициировала большое число петиций и пыталась убедить правительства в своих идеях.
Тридцать восемь таможенных и платных линий в Германии парализуют движение внутри страны и оказывают примерно такой же эффект, как если бы каждый член человеческого тела был остановлен, чтобы кровь не перетекла в другой. Чтобы торговать из Гамбурга в Австрию, из Берлина в Швейцарию, вам придется пересечь десять стран, изучить десять таможенных и дорожных правил и десять раз заплатить транзитную таможню.Отрывок из петиции, сформулированной Фридрихом Листом от Всеобщего немецкого торгово-промышленного объединения Союзному собранию от 14 апреля 1819 г
Бундестаг Германского союза не признал торговую ассоциацию и передал её обращения национальным правительствам, которые в разгар эпохи Реставрации категорически отвергали внешнее вмешательство в свои государственные дела. На этом фоне Лист окончательно потерял доверие короля Вильгельма I. Чтобы предотвратить увольнение с должности профессора, Лист сам подал в отставку. Значение факультета и университета в целом пострадало, ситуация изменилась с приходом на кафедру в 1827 году Роберт фон Моля.
Торговая ассоциация теперь попыталась убедить общественность через начавшую выход 1 июля 1818 года газету «Орган немецкой торговли и промышленности», чьим ответственным редактором стал Фридрих Лист. В качестве управляющего директора ассоциации он теперь путешествовал по германским государствам и вёл переговоры с местными правительствами. Среди прочего, он побывал в Вене в 1820 году, где состоялась общегерманская конференция по итогам Карлсбадских указов. Там Лист представил расширенный меморандум, который все ещё полностью касался линий свободной торговли. Эта петиция, как и предложения о проведении промышленной выставки или создании зарубежной торговой компании, не увенчались успехом.
Однако бывший теперь посланником бундестага Вюртемберга и всё ещё поддерживавший контакты с Листом Ванденхайм разработал план Южногерманского таможенного союза, который был реализован в 1828 году и состоял из королевств Бавария и Вюртемберг.
Учился только в латинской школе, но потом сам пополнил своё образование. Выдержал государственный экзамен и поступил в 1805 на вюртембергскую государственную службу. Примкнув к тогдашнему либеральному течению в правительственных сферах, в 1817 он был назначен профессором государственной практики на вновь открытом в Тюбингене факультете государственных наук.
Либеральные и конституционные идеи, одушевлявшие Листа, были высказаны им в брошюре «Die Staatskunde und Staatspraxis Würtembergs» (1818). В 1819 году он написал по просьбе геттингенских купцов докладную записку Союзному сейму об отмене внутренних таможенных пошлин (в Пруссии таможенные пошлины были ликвидированы в 1818 году, а в 1834 году будет создан Германский таможенный союз) и в то же время побудил купцов основать торгово-промышленный союз, управление делами которого принял на себя. Это навлекло на него недовольство правительства, и он подал в отставку.
В 1820 году он был избран членом вюртембергской палаты депутатов. За составление петиции о расширении самоуправления, реформе суда и администрации правительство возбудило против него уголовное преследование; Лист был лишён звания депутата и присуждён к 10-месячному заключению в крепости, но бежал. В 1824 году он вернулся и был посажен в крепость, откуда был выпущен в 1825 году под условием выезда за границу.
Лист уехал в Америку, где долго бедствовал, пока случайно не открыл богатые залежи каменного угля. В этот период им написаны две брошюры о протекционизме и свободе торговли, заключавшие в зародыше его позднейшую теорию («Outlines of American economy», 1827).
В начале 1830-х годов Лист возвращается в Германию в качестве американского консула. В 1833 году он издаёт брошюру о пользе постройки железных дорог в Саксонии и лично пропагандирует ту же мысль; под его влиянием была построена линия между Лейпцигом и Дрезденом. К 1838 году относится его брошюра «Das deutsche Nationaltransportsystem».
В 1841 году появилось капитальное его сочинение «Национальная система политической экономии», быстро выдержавшее 3 издания и переведённое на несколько языков. Вслед за тем начинается самый печальный период жизни Листа; личные средства были истощены, здоровье расстроено, надежды на твёрдое служебное положение на государственной службе рухнули, любимые его идеи казались далёкими от осуществления. 30 ноября 1846 года он покончил жизнь самоубийством.

## Теория протекционизма Листа
Теория протекционизма, благодаря которой Лист и приобрёл известность, отличается несомненной оригинальностью, хотя некоторые учёные и видят в ней влияние американского экономиста, 1-го министра финансов США Гамильтона.
Каждая страна, по мнению Листа, проходит в своём развитии пять периодов:
1. дикий
2. пастушеский
3. земледельческий
4. земледельческо-промышленный
5. земледельческо-промышленно-торговый

Чисто земледельческие страны отличаются бедностью, невежеством, рутиной, произволом в управлении, недостатком средств существования, политической слабостью; масса производительных сил лежит в них праздно. Необходимо вывести их из этого состояния и развить внутреннюю промышленную силу. Лучшее средство для этого — покровительственные таможенные пошлины. Благодаря им внутренние производители ставятся в одинаковые условия конкуренции с иностранцами; промышленность начинает развиваться и постепенно достигает такого совершенства, что может выдержать соперничество с заграничной. С этого момента миссия протекционизма должна считаться оконченной; промышленность окрепла, пошлины могут быть сняты.
Расцвет туземной промышленности влечёт за собой ряд благодетельных последствий — улучшение общественных учреждений, расширение пользования естественными силами природы, оживление земледелия, усовершенствование путей сообщения, развитие торговли, судоходства, морского могущества, колониальных владений; но особенно важно развитие производительных сил страны, которое имеет гораздо большее значение, чем накопление ценностей. Временные потери потребителей от вздорожания товаров, обложенных таможенной пошлиной, сторицей покрываются развитием производительных сил. Обращаясь к современной ему Германии, Лист полагал, что она находится как раз в том периоде, когда необходима покровительственная таможенная система, и ратовал за объединение Германии с целью покровительства туземной промышленности.
Протекционисты, черпая свои главные доводы из сочинения Листа, нередко забывали о том, что он не был абсолютным приверженцем покровительственных пошлин, а считал их уместными только при переходе от земледельческого состояния к промышленному. Стеснения международной торговли, по его мнению, вредны и нежелательны в периоды дикого состояния, пастушеского быта и первобытного земледелия, равно как в тот период, когда нация достигла высокого расцвета внутренней промышленности. С другой стороны, Лист считал покровительственную систему возможной только там, где существуют необходимые для развития промышленности условия, как-то: закругленность территории, густое население, богатство естественных сил природы, прогрессирующее земледелие, высокая степень цивилизации и политическое развитие.

### Историческое значение
Существует мнение, что теория Листа об индустриализации и опоре на собственные силы была применена на практике правительством императорской Японии в первой половине XX века.

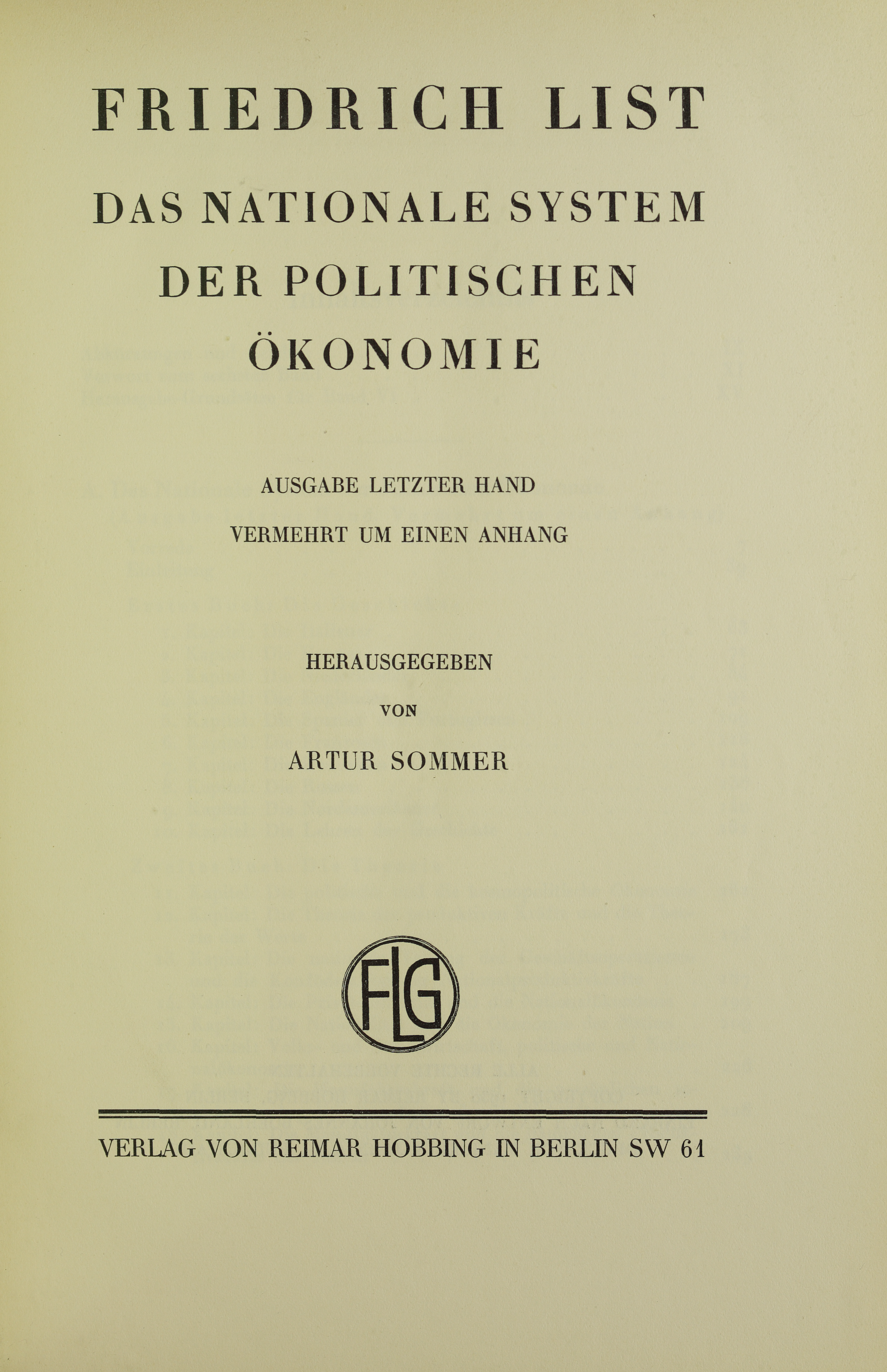
Nationale System der politischen Ökonomie, 1930

## Список произведений
- Национальная система политической экономии